# スマートポリマー
スマートポリマー（英: Smart Polymers）とは、外部からの刺激に応答してその性質を変化させる高分子材料の総称で、刺激応答性高分子、環境応答性高分子、インテリジェントポリマーなどとも呼ばれている。そのユニークな性質から、様々な分野での応用研究・開発が行われている。

## 分類
スマートポリマーは、応答する刺激の種類によって主に2つに大別される。一つは、温度や光、磁場、電場、圧力などの物理刺激で、もう一つは、pH、化学物質、ガス、生体分子などの化学刺激（あるいは生化学刺激）である。以下に代表的なスマートポリマーの例を挙げる。

### 物理刺激に応答する例
温度応答性ポリマー
温度に応答して相転移などを起こし、物性が変化するポリマー。主な転移温度として、下限臨界溶液温度(Lower Critical Solution Temperature; LCST)や上限臨界溶液温度(Upper Critical Solution Temperature; UCST)、あるいはゲル化温度、ガラス転移点(Tg)、融点(Tm)、結晶化温度(Tc)などが利用される。LCST/UCSTタイプにおいては、水溶液中のポリマー鎖の水和・脱水和変化が利用され、Tg/Tmタイプにおいては、ポリマーの結晶・アモルファス変化が利用される。前者の代表的なポリマーは、poly(N-isopropylacrylamide) (PNIPAAm)が知られており、後者では、poly(ε-caprolactone) (PCL)を用いた形状記憶ポリマー（後述）が知られている。また、温度によって溶液の粘性が変化することでゾル-ゲル転移を起こすポリマーも知られている。
光応答性ポリマー
光に応答して分子構造を変化させるポリマー。特定の波長の光を照射することで分子の一部分が異性化したり、二量化したり、分子構造が開裂したりするポリマーが報告されている。代表的な材料として、azobenzene型、spiropyran型、cinnamic acid型、nitrobenzyl型などが知られている。
圧力応答性ポリマー
圧力に応答するポリマー。高分子ピエゾとも呼ばれる。圧力を電気に変換するポリマーとしては、圧力センサーやスピーカーなどへの利用を目的とした製品化が進められており、代表的な材料としてpolyvinylidene difluoride (PVDF)などが挙げられる。また、圧力に応答して発光を示す材料をメカノクロミック材料といい、建築・機械材料の破断特性評価などへの応用が期待されている。

### 化学刺激に応答する例
pH応答性ポリマー
溶液のpHに応答して性質を変化させるポリマー。弱酸性や弱アルカリ性の高分子電解質が用いられる。また、前述のNIPAAｍに弱電解質モノマーを共重合することで劇的なpH応答性を誘起することが可能なため、相転移に伴う凝集や沈殿、自己集合によるミセル形成などが可能となる。例えば、NIPAAmとacrylic acid、propylacrylic acid、2-carboxyisopropylacrylamide (CIPAAm)などのモノマーとの共重合体は、カルボキシ基のイオン化に伴いLCSTが大幅に上昇するため、pHに応答して相分離を起こすポリマーとして多く報告されている。
また、pHによる結合の切断を利用した例もある。例えば、ヒドラゾン結合によってポリマーと薬物を結合したミセルは、低pH環境においてヒドラゾン結合が切断されることにより、薬物を放出することが報告されている。
ガス応答性ポリマー
例えば、poly(dimethyl acrylamide-co-(N-amidino)ethyl acrylamide) は、水中に溶け込んだCO2によって生じるプロトンに反応し、正電荷をもつようになることが知られている。また、NIPAAmとN-[3-(dimethylamino)propyl]methacrylamideの共重合体から作製されたナノゲル粒子は、温度に応答して水中のCO2を可逆的に吸着・脱着できることが報告されている。
酸化還元応答性ポリマー
酸化還元反応に応答して性質を変化させるポリマー。ベロウソフ・ジャボチンスキー反応（BZ反応）の触媒であるルテニウム錯体とNIPAAmを共重合することにより作製されたゲルは、内部で酸化還元反応が繰り返し起こることで自発的な膨潤収縮振動を示す自励振動ゲルとして報告されている。
また、細胞内に存在するglutathioneを還元剤として利用する酸化還元応答性ポリマーも報告されている。例えば、ジスルフィド結合を介して架橋されたミセルは、細胞内のglutathioneによる還元反応によってジスルフィド結合が切断され、崩壊する。
生体分子応答性ポリマー
糖応答性ポリマー
生体分子であるglucoseに応答して性質を変化させるポリマー。例えば、ポリマーの側鎖にphenylboronic acidを修飾することで、糖の一種であるglucoseに対する応答性を付与したポリマーが多数報告されている。最近では、より生体pH条件でも機能するbenzodioxaboroleを用いたglucose応答性ポリマーも研究されている。
抗原応答性ポリマー
抗原に応答して性質を変化させるポリマー。例えば、抗体をポリマーに修飾し架橋点として用いたハイドロゲルは、抗原の存在下では架橋が外れ、ゲルは膨潤するが、抗原が存在しない場合にはポリマー鎖間で架橋が起こり、ゲルは収縮する。また、抗体のFab領域をNIPAAmとN,N'-Methylenebis(acrylamide)と共重合することで、抗原応答性ハイドロゲルを作製した例もある。
DNA応答性ポリマー
デオキシリボ核酸（DNA）に応答して性質を変化させるポリマー。NIPAAmとDNAを共重合したポリマーは、LCST以上の温度において粒子を形成するが、DNAの存在下では粒子表面でハイブリダイゼーションが起こることにより粒子の安定性が低下し、DNA応答性を示すことが報告されている。

## 用途
- 温度応答性ポリマーをコーティングした細胞培養皿が細胞シート工学へ応用されている[22]。
- 温度応答性ポリマーを用いた薬物送達システムへの利用が期待できる[23][24]。
- 温度応答性ポリマーを用いたバイオマーカーの濃縮及び診断技術への応用が期待される[25]。
- 温度応答性ポリマーを用いた形状記憶アクチュエータへの応用が期待される[26]。
- 糖応答性ポリマーを用いた糖尿病の簡易診断・治療法が開発されている[27]。
- 吸着性・吸水性を有するナノファイバーを利用することで、血液浄化への応用が期待されている[28]。
- 電気応答性ポリマーを用いたリチウム二次電池への利用が進められている[29]。
- 分子応答性ポリマーを用いることで、自己修復材料の開発が期待できる[30]。
- 光・温度・酵素などに応答するハイドロゲルを用いて組織工学や再生医療、メカノバイオロジーへの応用が期待される[31]。
- 自励振動ゲルを用いることで、ソフトアクチュエータへの応用が期待できる[15]。